# 反战千人委员会
反战千人委员会是日本一个起始于2014年3月4日的和平运动团体。其运动主要目的是反对通过不订立宪法修正案而直接修改宪法解读，并使得日本成为可参战国的行为。

## 政治運動
反对第2次安倍內閣根据解释修宪而承认的集體自衛權的行使，并举办反对集体自卫权的签名征集活动。到2014年6月12日为止，该团体征集到了175万人的署名，并上交给了众参議長。

## 脚注
1. 1 2  .   [2016-04-16]. （原始内容存档于2015-07-15）.
2. ↑  .   [2016-04-16]. （原始内容存档于2014-07-22）.
3. ↑  .   [2016-04-16]. （原始内容存档于2014-06-14）.

## 相关項目
- 日本集体自卫权（日语：日本の集団的自衛権）
- 宪法论坛（日语：立憲フォーラム）